# 貝納多特鎮區 (伊利諾伊州富爾頓縣)
貝納多特鎮區（英語：Bernadotte Township）是位於美國伊利諾伊州富爾頓縣的一個行政鎮區。

## 地方資料
根據2010年美國人口普查的數據，貝納多特鎮區的面積為98.00平方千米，當中陸地面積為97.70平方千米，而水域面積為0.30平方千米。當地共有人口266人，而人口密度為每平方千米2.71人。